# Kabinett Ulusu
Mit dem Begriff Kabinett Ulusu wird die vom 21. September 1980 bis 13. Dezember 1983 amtierende 44. Regierung der Republik Türkei unter Bülend Ulusu bezeichnet. Alle Minister des Kabinetts wurden nach dem Militärputsch vom 12. September 1980 durch den Millî Güvenlik Kurulu (Nationalen Sicherheitsrat) ernannt.

## Minister
| Amt                                         | Name                 |
| ------------------------------------------- | -------------------- |
| Premierminister                             | Bülend Ulusu         |
| Vizepremierminister (für Wirtschaftsfragen) | Turgut Özal          |
| Vizepremierminister                         | Zeyyat Baykara       |
| Staatsminister                              | İlhan Öztrak         |
| Staatsminister                              | Mehmet Nimet Özdaş   |
| Staatsminister                              | Mehmet Özgüneş       |
| Justizminister                              | Cevdet Menteş        |
| Verteidigungsminister                       | Haluk Bayülken       |
| Innenminister                               | Selahattin Çetiner   |
| Außenminister                               | İlter Türkmen        |
| Finanzminister                              | İsmet Kaya Erdem     |
| Bildungsminister                            | Hasan Sağlam         |
| Minister für den Öffentlichen Dienst        | Tahsin Önalp         |
| Handelsminister                             | Hurşit Kemal Cantürk |
| Gesundheitsminister                         | Necmettin Ayanoğlu   |
| Minister für Zölle und Monopole             | Recai Baturalp       |
| Minister für Verkehr und Kommunikation      | Necmi Özgür          |
| Minister für Landwirtschaft und Forstwesen  | Recai Baturalp       |
| Arbeitsminister                             | Turhan Esener        |
| Minister für Industrie und Bergbau          | Serbülent Bingöl     |
| Minister für die ländlichen Regionen        | Münir Raif Güney     |
| Minister für Tourismus und Kultur           | İlhan Evliyaoğlu     |
| Minister für das Bauwesen                   | Şerif Tüten          |
| Minister für Jugend und Sport               | Vecdi Özgül          |
| Minister für die Sozialversicherung         | Sadık Şide           |